# 제주표문쥐치
제주표문쥐치(Naso lituratus)는 양쥐돔목 양쥐돔과에 속하는 물고기이다. 몸길이는 35cm로 중형물고기에 속한다.

## 특징과 먹이
제주표문쥐치는 제주도에 사는 아름다운 바닷물고기의 관상어로서 나소탱이라는 이름으로도 불리는 물고기이다. 몸과 지느러미는 전체적으로 어두운 색상이지만 눈과 아가미 부근의 얼굴이랑 복부는 노란색을 띄고 있으며 꼬리지느러미는 흰색에 검은 줄무늬를 가지고 있는 물고기이다. 관상어로서 매우 아름다운 물고기이기 때문에 아쿠아리움과 같은 곳에서도 전시를 하는 어종 중에 하나이다. 먹이로는 해파리와 갑각류 외에 해조류 등의 바다식물들도 먹는 잡식성의 어류이다.

## 서식지
제주표문쥐치의 주요한 서식지는 인도양, 태평양, 홍해가 있으며 대한민국 제주도에 주로 서식하는 어종이다. 수심이 10m에서 100m까지 달하는 산호초나 해조류가 많은 지역에서 주로 서식하는 물고기이다.

## 같이 보기
- 양쥐돔목
- 양쥐돔과